# 宏量元素
常量元素，又称宏量元素、大量元素，指在体内含量丰富的元素。

## 定义
宏量元素指在体内含量占生物體總質量0.01%以上的化学元素，計有碳、氫、氧、氮、磷、硫、氯、鉀、鈉、鈣和鎂，這些元素在人體中的含量均在0.04%－62.8%之間，這11種元素共占人體總質量的99.97%。
在天然的條件下，地球上或多或少地可以找到90多種元素，根據目前掌握的情況，多數科學家比較一致的看法，認為生命必需的元素共有28種，在28種生命元素中，按體內含量的高低可分為宏量元素和微量元素。

## 各种宏量元素在人体内的作用

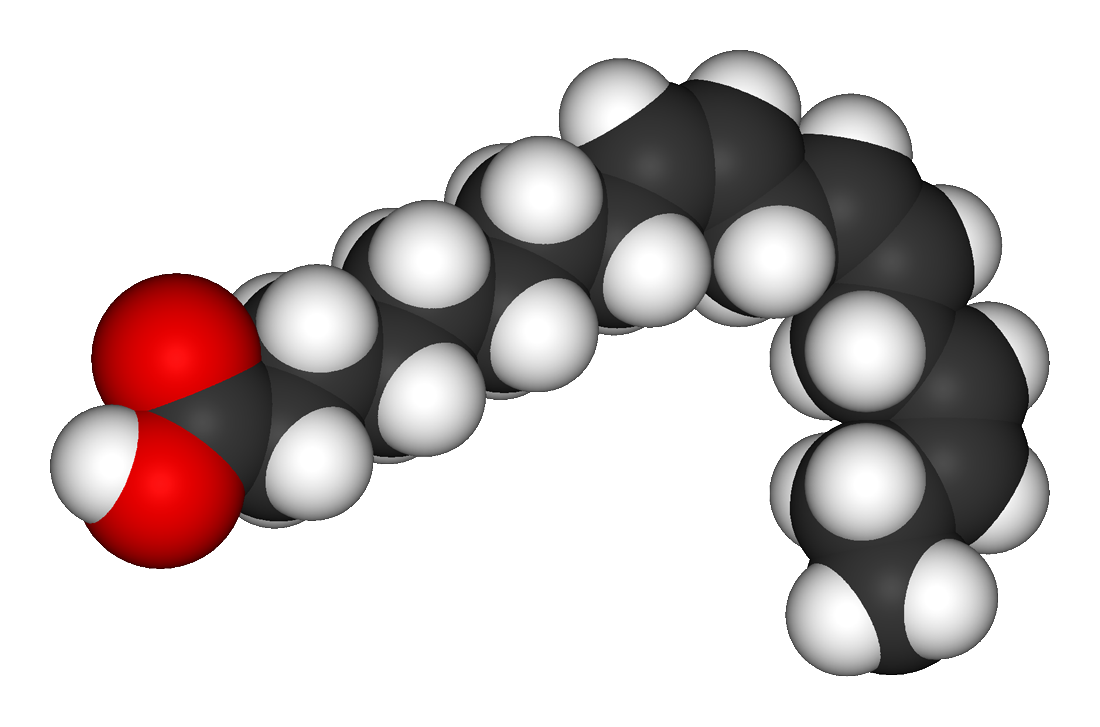
有机物α-亞麻酸的分子含有其中三个宏量元素：碳、氢、氧。

人体内拥有11种宏量元素，其中四种组成了身体的大部分：碳、氫、氧和氮（合稱CHON）。

### 碳
碳是在体内最丰富的四种元素之一。作为生命的必须元素，碳和其它物质（一般是其它生命主要元素）组成了所有的有机化合物。碳之所以可以组成有机化合物的骨架，是因为碳原子的共价键可以与其它碳原子连接成为长碳链。

### 氫

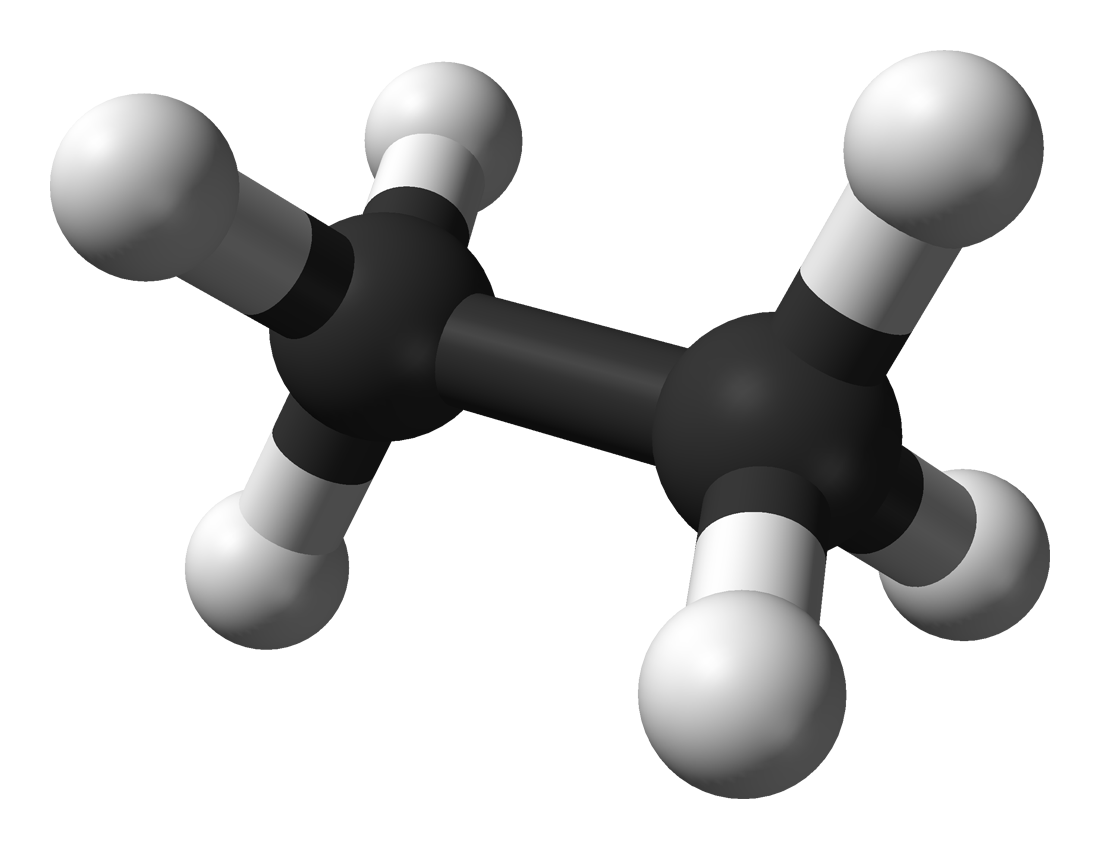
碳氢化合物乙烷的分子

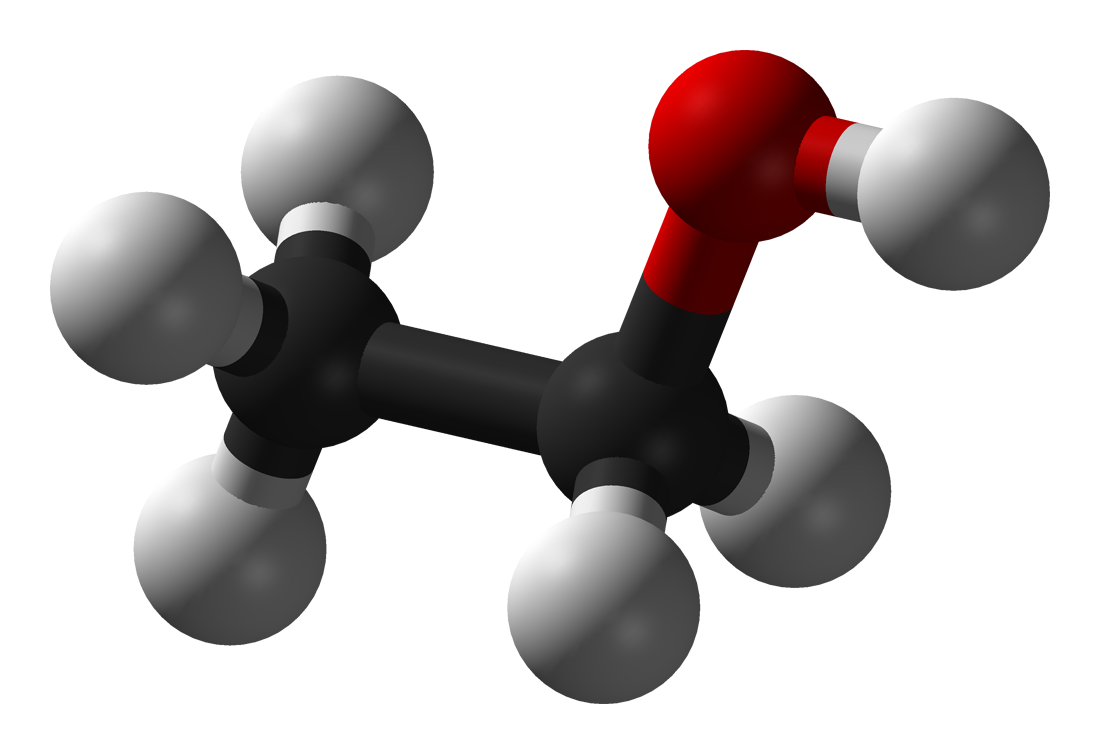
乙醇的分子比乙烷多了一个氧原子

氢是另外一中生命要素。有机化合物和水分子都包括至少一个氢原子，其中水在人体内占了大约70％。水可以帮助排毒并辅助代谢，水还可以保护器官，使其正常运作。氢原子可以和碳原子接触形成共价键，共价键使氢和碳原子组成碳氢化合物，一种由氢和碳组成的有机化合物。碳氢化合物可以经过一些化学反应衍生成为其它有机物。

### 氧
氧在大多数有机物中都存在，它也是组成水的元素之一。在一些有机物（例如甲酸）内，氧原子和其它原子组合成为含氧酸，其中有一些是有机酸。含氧的酸性羧基可以帮助脂肪酸和甘油脱水结合成为三酸甘油酯，一种储存多余能量的方式。人体内基本上所有有机化合物都含有氧原子（碳氢化合物没有氧原子，但是人体内只有微量肠道细菌代谢后的甲烷）。

### 氮

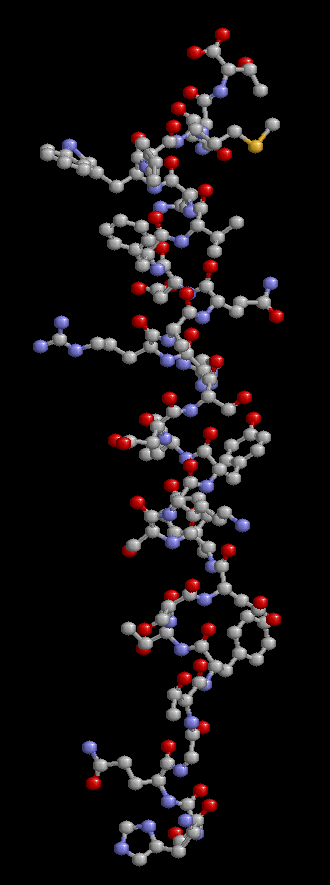
胰高血糖素，一种简单的肽，是由含氮的氨基酸组成的

虽说氮是大气层中含量最丰富的气体，但是人体无法利用氮气。人体内的有机氮来源于一些细菌经过固氮作用形成的氨。这些氨溶解于水后经过植物根部以铵的形式被吸收。氮和其它元素组成了生物碱、氨基酸和核碱基。氨基酸可以组成蛋白质，而核碱基可以于磷酸和脱氧核糖或核糖组成DNA和RNA。

### 磷

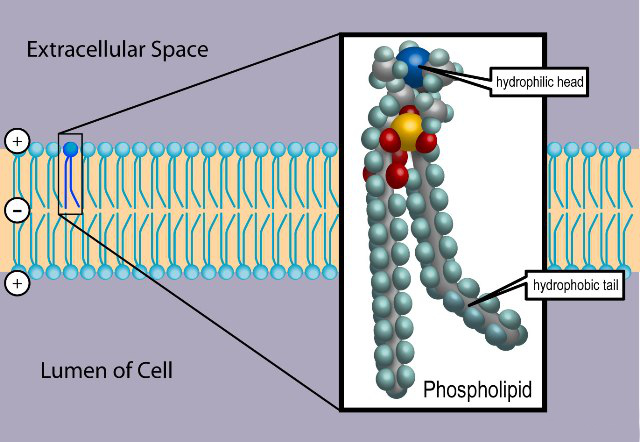
磷脂是组成细胞膜的主要成分。

磷是一种以磷酸的形式由植物的根吸收。磷酸在人体内十分重要，磷酸和其它化合物组成了生物必须的DNA（储存基因）、RNA（使DNA的基因转化为蛋白质）、三磷酸腺苷（储存和制造能量）、磷酸钙（组成骨骼和牙齿）和磷脂（组成细胞膜）。磷的存在和生活息息相关，例如围绕神经细胞轴突的髓鞘（由鞘磷脂组成）可以使神经冲动得以传播进入器官（例如肌肉和腺体）。

### 硫
半胱氨酸、甲硫氨酸和牛磺酸等一些含有氨基的有机酸里面有硫原子。而牛磺酸可以抑制神经冲动，用于控制痉挛，而含硫的氨基酸组成了蛋白质和生命重要的一部分：甲硫氨酸可以增进食欲，标识蛋白质的形成，并携带人体需要的硫和甲基；半胱氨酸可以帮助解毒和修复放射线损害。

### 氯
血液和細胞內液電解質主要成分，也是胃酸的主要成分。

### 鉀
血液和細胞內液電解質主要成分。

### 鈉
血液和細胞外液電解質主要成分。

### 鈣
骨和牙齒的結構；作用在細胞信號傳導，代謝，組織維持中。

### 鎂
骨頭結構中重要的角色。